# Simon Sobiech
Simon Sobiech (* 8. Oktober 1749 in Chrosczütz, Fürstentum Oppeln; † 3. März 1832 in Breslau, Provinz Schlesien) war ein deutscher römisch-katholischer Geistlicher und Theologe.

## Leben
Sobiech war Sohn eines Gutsbesitzers. 1759 kam er an das Jesuitenkolleg von Oppeln, das er bis 1765 absolvierte. Anschließend studierte er an Universität Breslau Philosophie und Katholische Theologie. Da er fürchtete, die Aufnahmebedingungen der Jesuiten nicht zu erfüllen, sah er von einem Eintritt in den Orden ab. Seine Priesterweihe erfolgte 1772 in Breslau. Darauf wurde er Kaplan in Powitzko; 1780 übernahm er das Amt des Spirituals und 1790 das Amt des Rektors des Breslauer erzbischöflichen Alumnats übertragen bekam. In diesem Amt blieb er bis zu seinem Tod.
Sobiechs Tätigkeit stieß auf positive Resonanz, so dass er 1792 das Benefiziat der Kurfürstlichen Kapelle erhielt, 1795 zum Rat beim Generalvikariatsamt, 1812 zum Oberkonsistorialrat und schließlich 1830 zum Ehrendomherrn am Breslauer Dom ernannt wurde. 1823 erhielt er in Breslau die Ehrendoktorwürde (Dr. theol. h. c.).
Sobiech war der Verfasser des Compendium Theologiae Moralis Pro Utilitate Confessariorum Et Examinandorum Editum, das bei Kornius in Breslau 1798 erstmals und 1824 in dritter Auflage erschien und über seinen Tod hinaus genutzt wurde.